# SPRYD7
SPRYD7‏ (SPRY domain containing 7) هوَ بروتين يُشَفر بواسطة جين SPRYD7 في الإنسان.